# 第35回ボストン映画批評家協会賞
35th BSFC Awards

2014年12月7日

作品賞: 

6才のボクが、大人になるまで。
第35回ボストン映画批評家協会賞（だい35かいボストンえいがひひょうかきょうかいしょう）は2014年の映画を対象としており、2014年12月7日に受賞者が発表された。

## 受賞一覧

### 作品賞
- 『6才のボクが、大人になるまで。』

### 監督賞
- リチャード・リンクレイター - 『6才のボクが、大人になるまで。』

### 主演男優賞
- マイケル・キートン - 『バードマン あるいは（無知がもたらす予期せぬ奇跡）』

### 主演女優賞
- マリオン・コティヤール - 『エヴァの告白』、『サンドラの週末』

### 助演男優賞
- J・K・シモンズ - 『セッション』

### 助演女優賞
- エマ・ストーン - 『バードマン あるいは（無知がもたらす予期せぬ奇跡）』

### アンサンブル・キャスト賞
- 『6才のボクが、大人になるまで。』

### 脚本賞
- アレハンドロ・ゴンサレス・イニャリトゥ、ニコラス・ジャコボーン、アーマンド・ボー、アレクサンダー・ディネラリス・Jr - 『バードマン あるいは（無知がもたらす予期せぬ奇跡）』
- リチャード・リンクレイター - 『6才のボクが、大人になるまで。』

### 撮影賞
- エマニュエル・ルベツキ - 『バードマン あるいは（無知がもたらす予期せぬ奇跡）』

### 編集賞
- 『6才のボクが、大人になるまで。』

### アニメ映画賞
- 『かぐや姫の物語』

### 外国語映画賞
- 『サンドラの週末』 ベルギー

### ドキュメンタリー映画賞
- 『シチズンフォー スノーデンの暴露』

### 新人映画人賞
- ダン・ギルロイ - 『ナイトクローラー』

### 音楽賞
- 『インヒアレント・ヴァイス』

## 参考
1. ↑  “2014 (December 8th)”. 2014年12月8日閲覧。

| ボストン映画批評家協会賞       | ボストン映画批評家協会賞                    | ボストン映画批評家協会賞       |
| ------------------------------ | ------------------------------------------- | ------------------------------ |
| 前回 （2013年度）              | 第35回ボストン映画批評家協会賞 （2014年度） | 次回（2015年度）               |
| 第34回ボストン映画批評家協会賞 | 第35回ボストン映画批評家協会賞 （2014年度） | 第36回ボストン映画批評家協会賞 |